# 日本語学校
日本語学校（にほんごがっこう）とは主に日本語を母語としない者を対象として、第二言語・外国語としての日本語教育を実施する機関。日本国内外に存在している。
日本国内では、法務省より告示を受けた日本語教育機関を特に指し、入学者には在留資格「留学」が認められる。第二言語として日本語（JSL）を学ぶ留学生が主な対象となるが、必ずしも外国人に限られるものではなく、帰国子女なども対象となりうる。逆に、外国籍であっても日本語を母語とする者は対象とならない。
1980年代の中曽根内閣による留学生十万人計画によって日本語学校が多く設立されたが、当初より大学等への進学を前提とした留学生が多数を占めており、大学の留学生別科と並んで日本語学校は高等教育機関に進学するための準備として日本語を学ぶ機関としての性格が強かった。しかし2016年現在では留学生の目的も大学（学部・大学院）・専門学校等への進学のみならず、就労や日本文化体験など多様化している。定住者向けのレベルアップ短期課程やビジネス日本語課程など多様な目的とする授業を提供する学校もある。

## 歴史
- 1896年 - 嘉納治五郎により宏文学院が設立された。
- 1948年 - 長沼直兄により財団法人言語文化研究所附属東京日本語学校（長沼スクール）が設立された。
- 1983年 - 中曽根内閣によって留学生十万人計画が発表され、日本語学校が続々と設立された。その多くが個人または商法法人による設立であった。
- 1988年 - 上海事件がきっかけとなり、「日本語教育施設の運営に関する基準」（文部省）が発表された。
- 1989年 - 日本語教育振興協会が任意団体として設立された。
- 1990年 - 文部省、法務省、外務省の許可を得て財団法人日本語教育振興協会（日振協）が設立された。同年、日本語教育施設の審査、認定事業を開始。同年、出入国管理及び難民認定法が改正されて、日本語学校生のための在留資格「就学」が新設された。
- 2000年 - 文部省が日本語教育施設の審査・認定に関する告示を廃止。
- 2001年 - 法務省が日本語教育機関の審査・認定事業者として財団法人日本語教育振興協会を認定。この審査・認定事業者は日振協に限られないはずであったが、事実上、日振協の独占状態となっていた。そのため、審査・認定費用と別に会費を徴収する問題などが発生した。
- 2008年 - 7月29日、文部科学省によって留学生30万人計画策定（福田康夫内閣）。
- 2010年 - 5月24日実施の政府行政刷新会議事業仕分け（ワーキンググループB　事業番号B-38）において評価がなされた[2]。その結果、日本語学校の審査は必要だが、日本語教育振興協会を廃止し、日本語学校の質の保証については法務省入国管理局が行うことが適切であるとされた。
- 2010年 - 7月1日より在留資格「留学」と「就学」が「留学」に一本化された。ただし、日本語教育機関における在籍期間の上限は合計2年までである[3]。
- 2014年 - 4月、日本語教育振興協会が財団法人から一般財団法人へ移行
- 2016年 - 7月22日、法務省入国管理局が「日本語教育機関の告示基準」を策定[4]。文部科学省高等教育局及び文化庁文化部の意見を容れた上で、新たな告示基準が示された。2017年8月1日に施行。
- 2023年 - 5月26日、日本語教育機関の認定制度と日本語教員の資格として登録日本語教員制度を設けることを定めた日本語教育の適正かつ確実な実施を図るための日本語教育機関の認定等に関する法律（日本語教育機関認定法）が成立した[5]。2024年4月1日に施行。

## 関連機関
1890年以降、財団法人日本語教育振興協会（日振協）が日本語教育施設の審査、認定事業を独占的に行っていた。しかし2010年の事業仕分けにおいて、日本語学校の審査は必要だが、日本語教育振興協会を廃止し、日本語学校の質の保証については法務省入国管理局が行うことが適切であるとされた。そのため日振協は一般財団法人他の日本語教育関連機関と同等の一機関となっている。
2020年4月、「日本教育機関に共通する課題について協力して取り組むための枠組み」として「日本語教育機関関係6団体」が設立された。これは2022年に「日本語教育機関団体連絡協議会」と改称された。この連絡協議会に参加している6団体は以下のとおりであるが、複数の団体に所属する日本語教育機関も存在する。
| 名称                                        | 略称     | 設立年 | 所属校数    | 備考                   |
| ------------------------------------------- | -------- | ------ | ----------- | ---------------------- |
| 全国専門学校日本語教育協会                  |          | 1986年 | 正会員48校  |                        |
| 一般財団法人 日本語教育振興協会             | 日振協   | 1989年 | 207校       |                        |
| 一般社団法人 日本語学校ネットワーク         |          | 1997年 | 正会員27校  | 2014年より一般社団法人 |
| 一般社団法人 全国日本語学校連合会           | JaLSA    | 2004年 | 正会員204校 |                        |
| 一般社団法人 全国各種学校日本語教育協会     |          | 2017年 | 正会員26校  |                        |
| 一般社団法人 全日本学校法人日本語教育協議会 | 全学日協 | 2017年 | 17校        |                        |

## 労働問題
- 2020年、日本語学校大手の千駄ヶ谷日本語教育研究所付属日本語学校が日本語教師にサービス残業などを強いているとして、新宿労働基準監督署が是正勧告を出した[7]。
- 東京外国語センターに約10年勤務した講師（日本語教師）が新型コロナウイルス感染症対応休業支援金・給付金を受給しようとすると、同社は契約を打ち切った。労使トラブルの結果、講師が会社を提訴して訴訟に発展[8]。その後、講師側の「納得いく形での和解が成立」した[9][10]。

## 世界の日本語学校

### ロシア
1696年、ロシア帝国のカムチャツカ半島に漂着した大坂出身の日本人伝兵衛は、ウラジーミル・アトラソフ探検隊に保護された後、モスクワでロシア皇帝ピョートル1世に拝謁した。日本の事情について聞いたピョートル1世は日本語学校の設立を命じ、1702年に伝兵衛を教師とした日本語学校が設立され、1705年にはサンクトペテルブルクに移転した。その後、1710年に1名、1728年に薩摩出身の2名の日本人漂流民が新たに教師となり、薩摩出身の権蔵（ゴンザ）は日本語学校長ボグダノフとともに世界初の露日辞典を作成した。
1744年、南部藩の多賀丸が千島列島の温禰古丹島に漂着し、生存した10名はイルクーツクに送られた。そのためロシア政府はイルクーツクに日本語学校を新設し、10名はイルクーツクで洗礼を受けてロシアに帰化したのち、日本語教師となった。ロシアがこのように日本語教育に熱心であった理由は、シベリアの慢性的な食糧不足を日本との交易によって解消しようとしたためで、1778年に厚岸で松前藩の役人と会談したパベル・レベデフ＝ラストチキンは、多賀丸漂流民から日本語を習った通訳を伴っていた。多賀丸漂流民10名は1786年までに全員病死し、その後は多賀丸漂流民の遺児たちと教え子によって学校は維持されたが、生徒数は数人に減り、廃校寸前となった。
1789年、1783年にアリューシャン列島に漂着した大黒屋光太夫ら5名がイルクーツクに到着した。ロシア政府は光太夫一行に対し、ロシアに帰化して日本語教師になることを勧めるが、キリル・ラクスマンの支援を受けた光太夫の嘆願により、帰国が許可された。しかし、イルクーツクで結婚して帰化した新蔵と、病気になり洗礼を受けて帰化した庄蔵は現地に残留し、そのうち新蔵は日本語教師に就任している。
1794年、仙台藩の若宮丸がアリューシャン列島に漂着し、生存者15名はオホーツクに送られた。ここで若宮丸漂流民15名は3グループに分かれてイルクーツクに送られることになり、善六、辰蔵、儀兵衛の3名が最初にイルクーツクに到着した。3名の世話には新蔵と日本語通訳のトゥゴルコフがあたったが、新蔵たちは善六に目をつけて熱心に説得し、ロシアへの帰化と日本語教師就任を了承させた。善六は他の2人の説得を試み、辰蔵もロシアに帰化するが、帰国を強く望んでいた儀兵衛だけは洗礼を拒否したため、両者の仲は険悪になった。その後、後続の者もイルクーツクに到着するが、帰化と日本語教師就任に応じたのは2名のみであった。1803年、若宮丸漂流民の帰国許可が下り、津太夫ら4名は帰国し、9名はロシアに残留した。帰国者の送還に善六はロシア側随員として同行することになり、この航海途中に善六はニコライ・レザノフとともに露日辞典を作成している。
その後もイルクーツクの日本語学校は、新蔵や善六の手によって運営されたが、両者の死後である1816年に閉鎖され、ロシアにおける日本語教育は1870年まで途絶えることとなった。

### 中国
大学で日本語学科が多数設置している上、民間にも日本語学校が多い。特にWTOへ加入後、各大都市に複数の外国語の教育を提供する「外語学校」が林立、民間人が日本語を含め外国語を勉強するニーズが高い。日本語の授業は主にJLPTを通過するのを目標とし、また留学や就職の資格予備校として機能する。